# Premis Genie
Els Premis Genie van ser lliurats anualment per l'Acadèmia de Cinema i Televisió del Canadà per a reconèixer el millor del cinema canadenc de 1980 a 2012. Van succeir als Canadian Film Awards (1949–1978), també coneguts com a Premis Etrog, per l'escultor Sorel Etrog, que en va dissenyar l'estatueta.
El 2012, l'Acadèmia va anunciar que els Premis Genie es fusionarien amb els seus premis germans de la televisió en anglès, els Gemini Awards, per a formar uns nous guardons anomenats Canadian Screen Awards.
Els premis Genie van ser emesos per la CBC entre 1979 i 2003, abans de passar a les xarxes de CHUM Limited (CityTV, Bravo! i Star!). Després que CTVglobemedia comprés CHUM Limited, els Premis Genie es van traslladar a Canwest Global's E i IFC el 2008. Els dos últims premis Genie (2011-2012) van ser emesos per la CBC.